# Hymont
Hymont é uma comuna francesa na região administrativa de Grande Leste, no departamento de Vosges. Estende-se por uma área de 4,17 km². Em 2010 a comuna tinha 492 habitantes (densidade: 118 hab./km²).